# Schloss Nieborów
Schloss Nieborów ist ein Palast der litauischen Magnatenfamilie Radziwiłł im gleichnamigen Dorf bei Łowicz, 80 Kilometer westlich von Warschau. Es liegt am westlichen Rand des Urwalds Puszcza Bolimowska und ist auch wegen der Nachbarschaft des Landschaftsgartens Arkadia von Helena Radziwiłłowa (1753–1821) bekannt.

## Geschichte

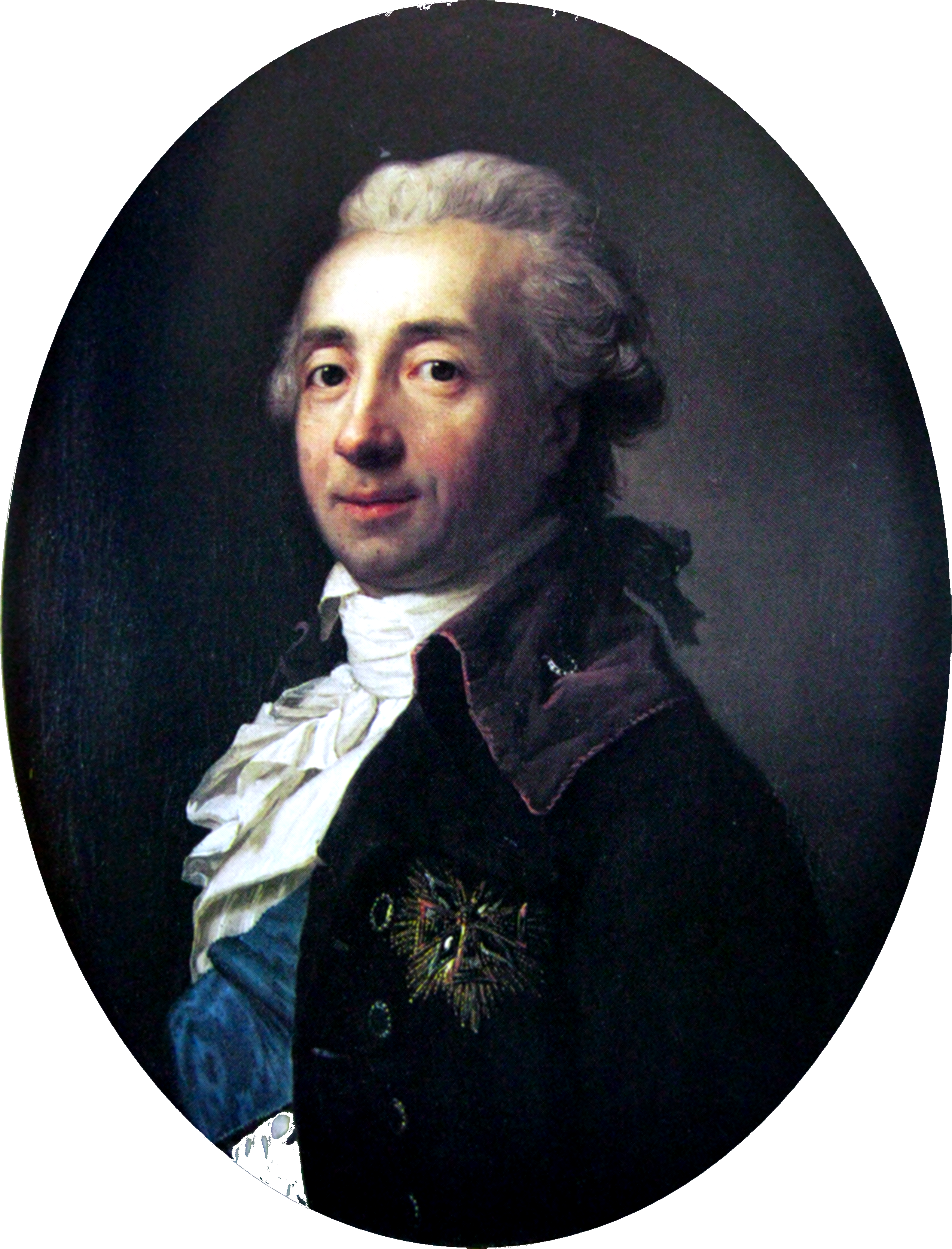
Anton Graff: Michał Hieronim Radziwiłł, Karlsbad 1785.

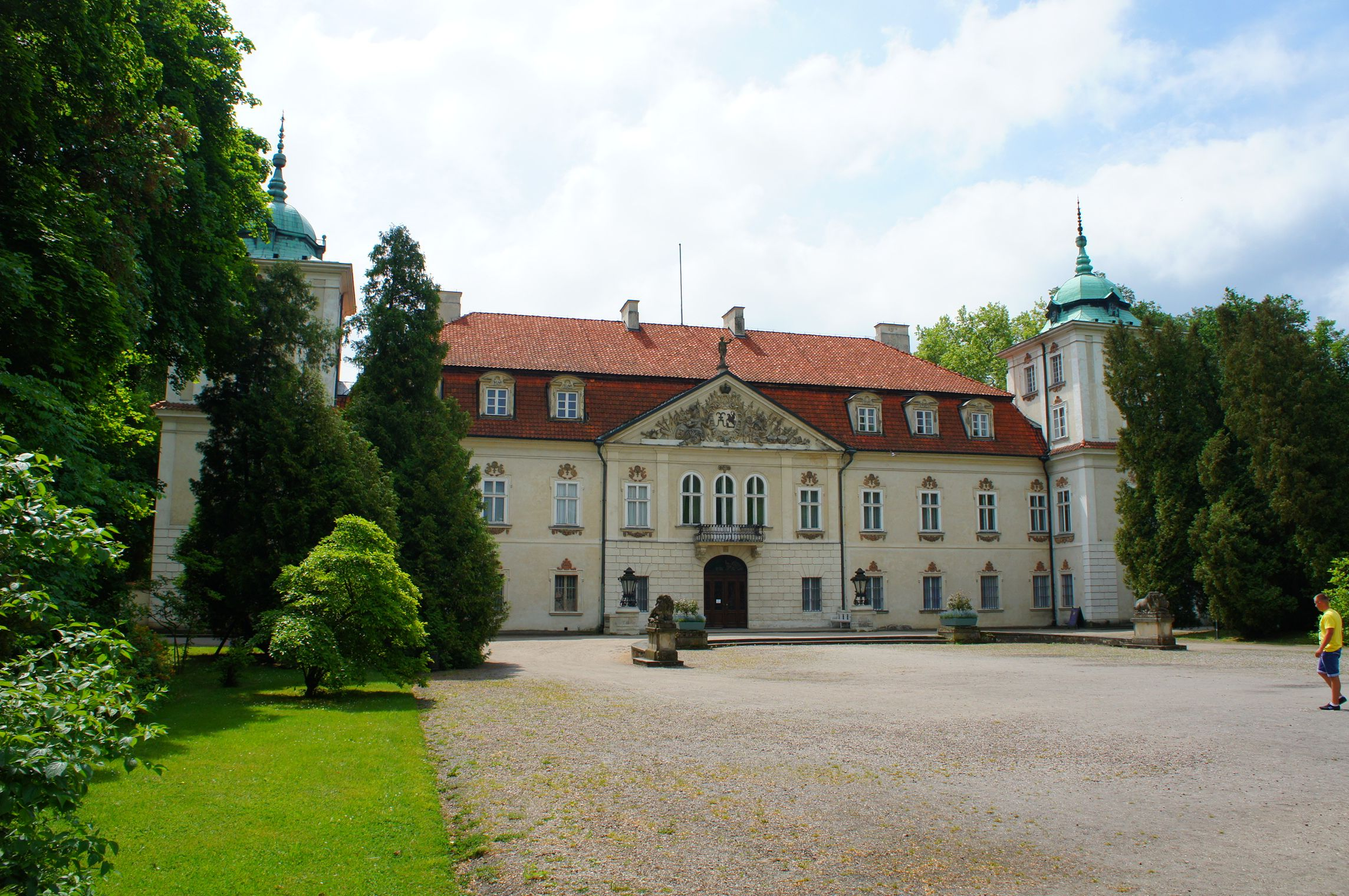
Fassade – Frontseite

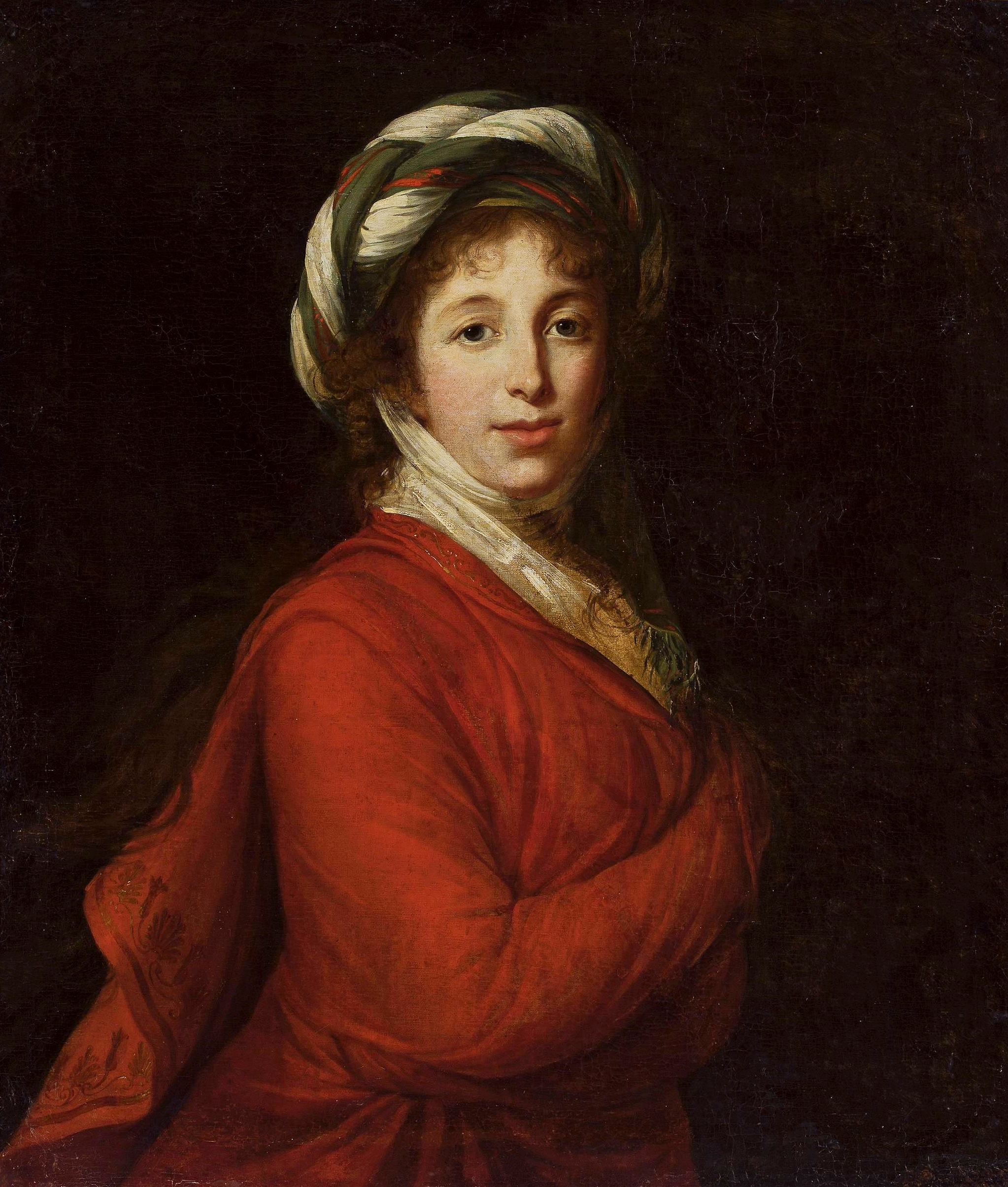
Élisabeth Vigée-Lebrun: Helena Radziwiłłowa, 1802–1805, Warschau.

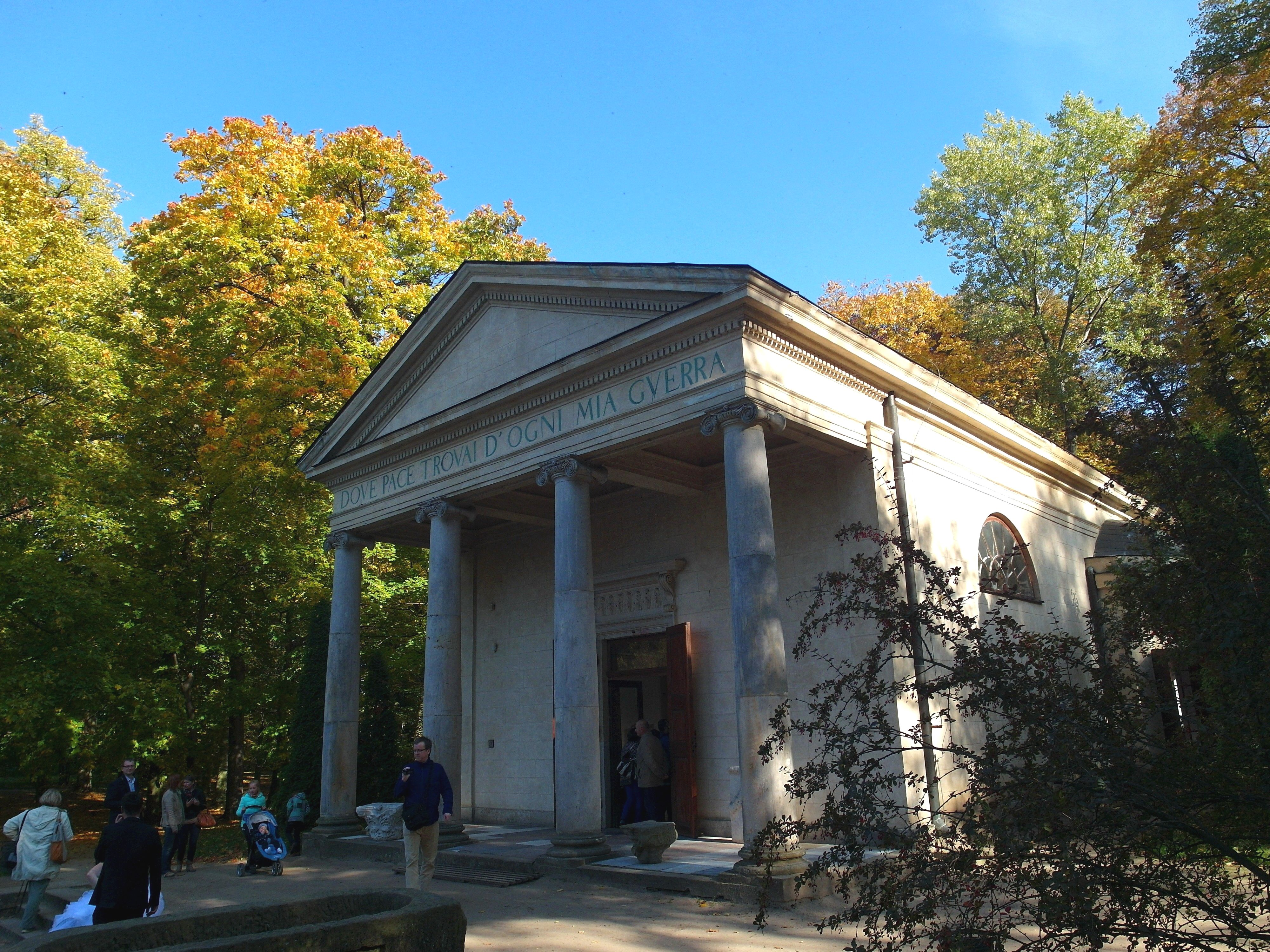
Arkadia – Tempel der Diana

Um 1324 gab es im Dorf ein hölzernes Herrenhaus. Anfang des 16. Jahrhunderts wurde ein Gutshof im Übergangsstil zwischen Gotik und Renaissance errichtet, der bis Ende des 17. Jahrhunderts benutzt wurde. Nieborów befand sich damals im Besitz des Adelsgeschlechts Nieborowski. Dieses verkaufte das Gut 1694 dem Primas von Polen, Kardinal Michał Stefan Radziejowski, der hier durch den Architekten Tylman van Gameren (Erbauer der Königskapelle in Danzig) ein Barockschloss mit Garten errichten ließ.
Nach dem Tod des Prälaten wechselte das Gut häufig den Besitzer, ehe es 1774 von Fürst Michał Hieronim Radziwiłł (1744–1831) erworben wurde, der mit der kunstsinnigen Helena geborenen Gräfin Przeździecka verheiratet war. Die Radziwiłłs ließen das Schloss prachtvoll im Stil der Zeit mit Möbeln und Kunstwerken ausstatten. Ihre Bibliothek enthielt über zehntausend Werke, worunter Wiegendrucke und das älteste Druckerzeugnis Polens, ihre Gemäldegalerie niederländische, deutsche, italienische und spanische Malerei sowie Porträts polnischer und ausländischer Würdenträger, das angegliederte Kupferstichkabinett zwischen zehn- und zwanzigtausend Blätter.
Vor dem Schloss ließen sie Anfang der 1770er Jahre durch Simon Gottlieb Zug einen regelmäßigen französischen Garten anlegen. Derselbe Baumeister zeichnete 1784 für die Umgestaltung einiger Innenräume (Gelbes und Grünes Kabinett, Woiwodenschlafzimmer) im frühklassizistischen Stil verantwortlich.
Nach dem Tod von Michał Hieronim Radziwiłł im Revolutionsjahr 1831 wurde das Schloss zunächst von den Russen konfisziert, da sein Sohn Fürst Michał Gedeon Radziwiłł nach dem Novemberaufstand Oberbefehlshaber der polnischen Truppen gewesen war. Er konnte sein Erbe erst zehn Jahre später antreten. Nach seinem Tod ging das Gut in den Besitz seines Sohnes Zygmunt über, der sich als Verschwender erwies. Um an Geld zu kommen, ließ er den besten Teil der Gemäldegalerie und der Bibliothek in Paris versteigern. Auch verkaufte er Arkadia mit seinen wertvollen Kunstwerken. Zum Glück trat er das Gut 1879 an seinen Neffen Michał Piotr Radziwiłł ab und emigrierte nach Frankreich. Der neue Besitzer kaufte Arkadia zurück und gründete 1881 eine Majolikamanufaktur, die auch das Schloss mit Zierkachelöfen und Kunstkeramik ausstattete, sowie eine Möbelmanufaktur. Michał Piotr Radziwiłł war auch bestrebt, die Bestände der Bibliothek durch Neuankäufe zu ergänzen. Er starb 1903 kinderlos. Seine Witwe verkaufte Nieborów drei Jahre später einem entfernten Cousin, Janusz Radziwiłł. Dieser Politiker der Zwischenkriegszeit ließ 1922–1929 die Innenräume des Schlosses teilweise umbauen, unter anderem den Venezianischen Saal und das Raucherzimmer. Er machte Nieborów zu einem mondänen Treffpunkt, der von Politikern und Vertretern der High Society frequentiert wurde. Bis Februar 1945 blieb Janusz Radziwiłł im Besitz von Nieborów. Dann wurden er und seine Familie vom NKWD verschleppt und in ein Lager bei Krasnogorsk verbracht, wo seine Gattin starb. Er selbst konnte zwar 1947 nach Warschau zurückkehren, das Schloss und das Gartenensemble von Nieborów und Arkadia waren da aber schon verstaatlicht und als Außenstelle des Nationalmuseums von Warschau der Öffentlichkeit zugänglich gemacht worden. Janusz Radziwiłł starb 1967.

## Innenräume des Schlosses

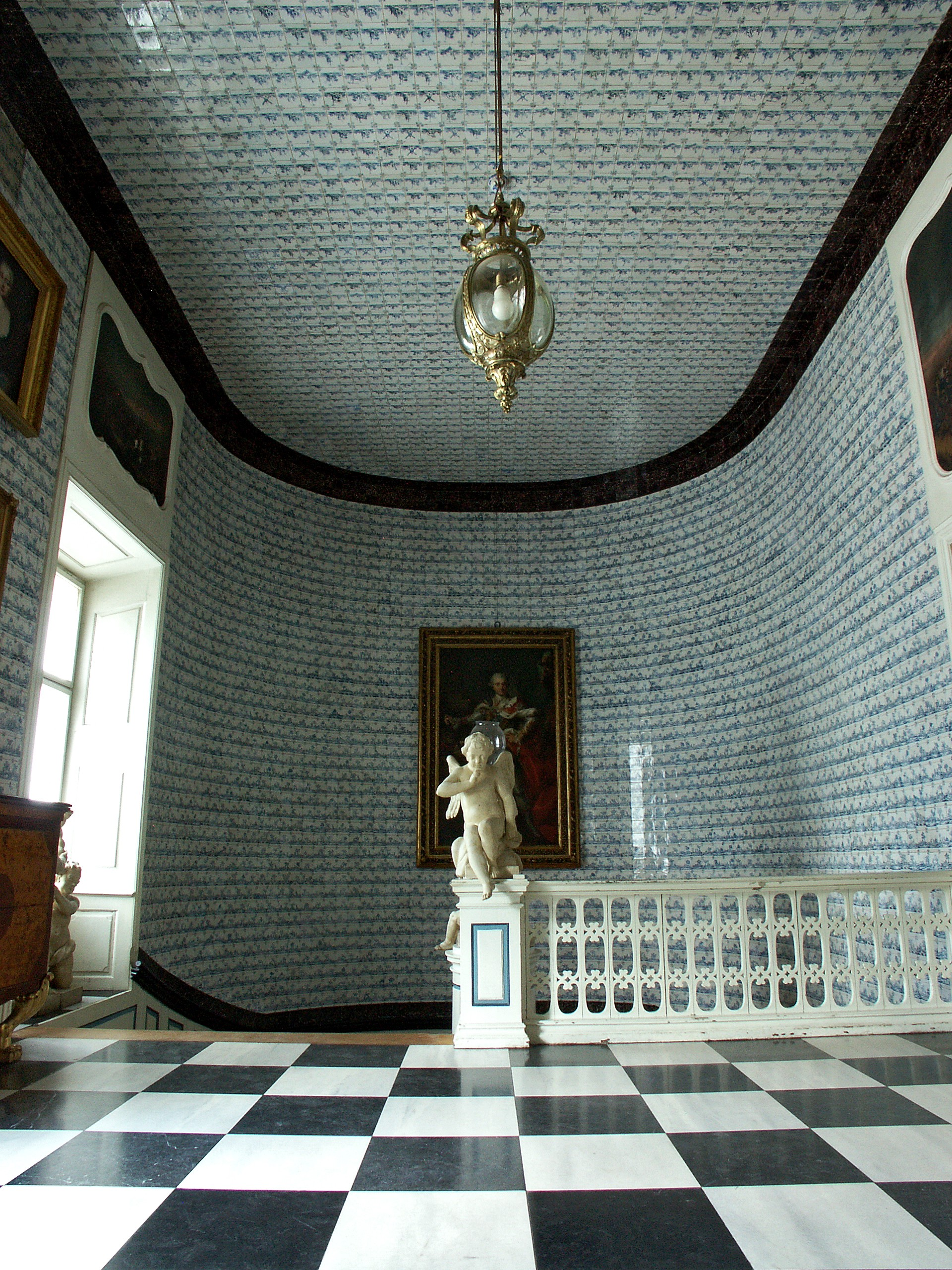
Haupttreppenhaus mit holländischen Keramikfliesen

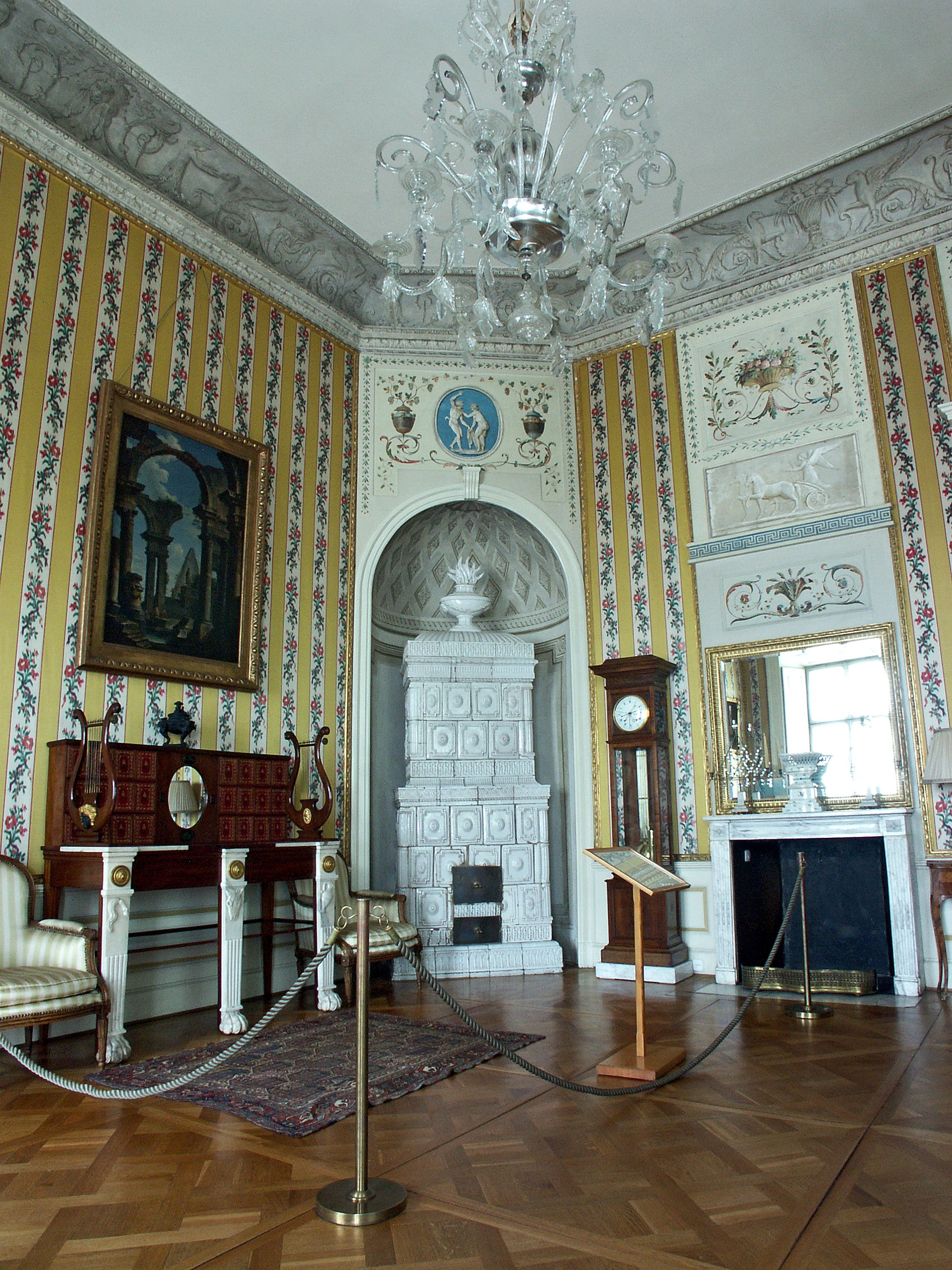
Gelbes Kabinett

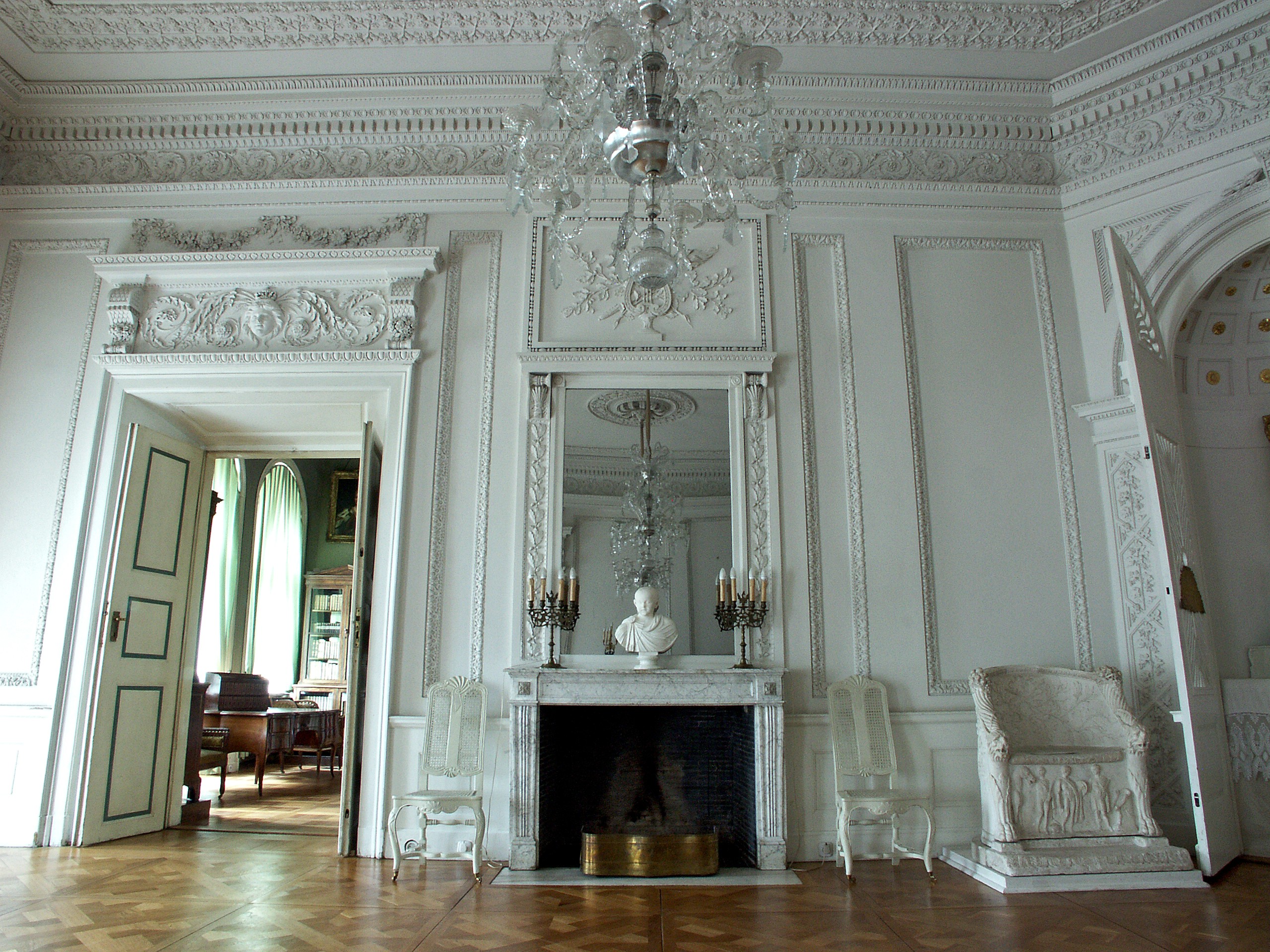
Weißer Saal

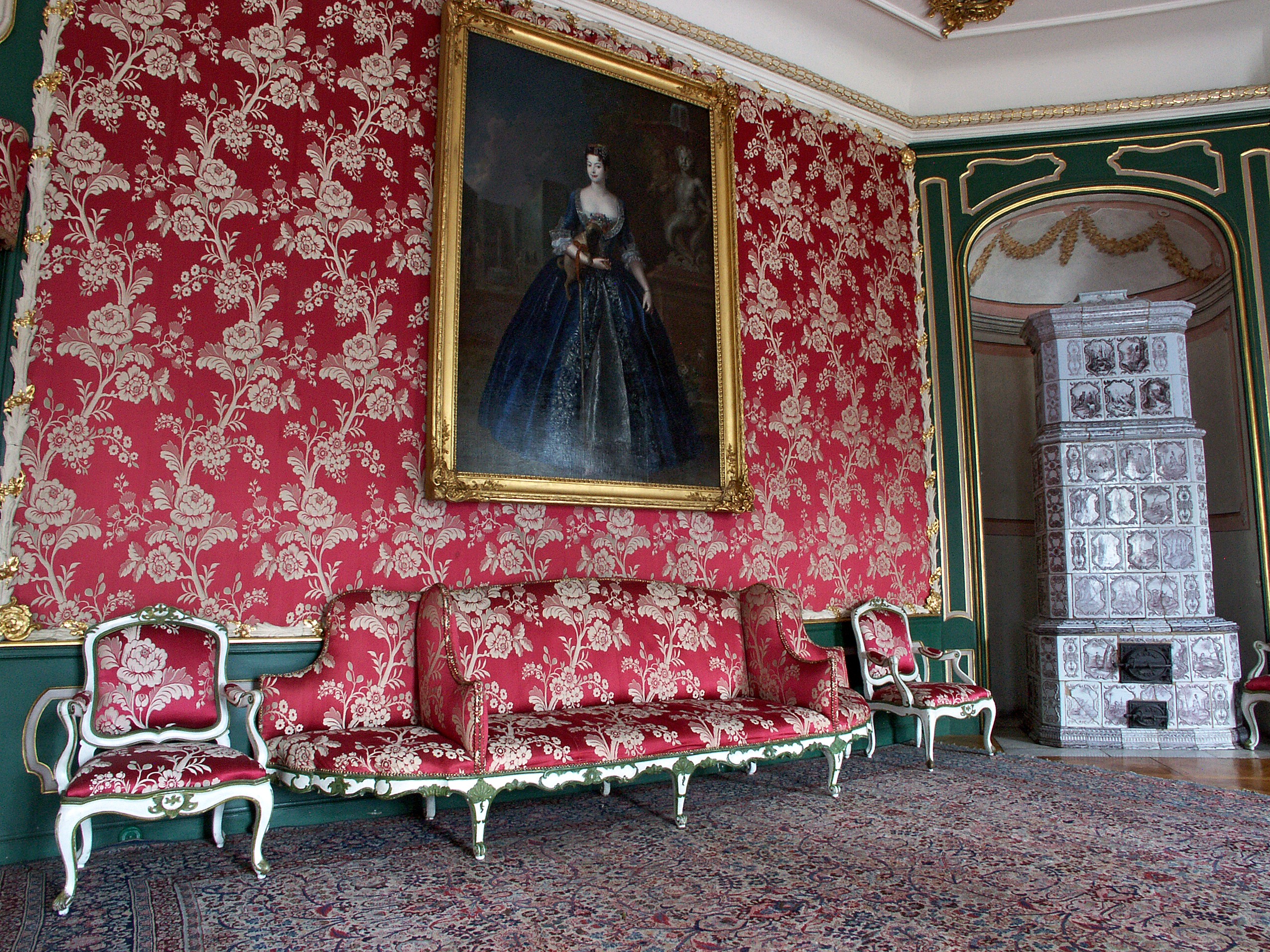
Roter Salon mit dem Porträt von Gräfin Anna Karolina Orzelska von Antoine Pesne

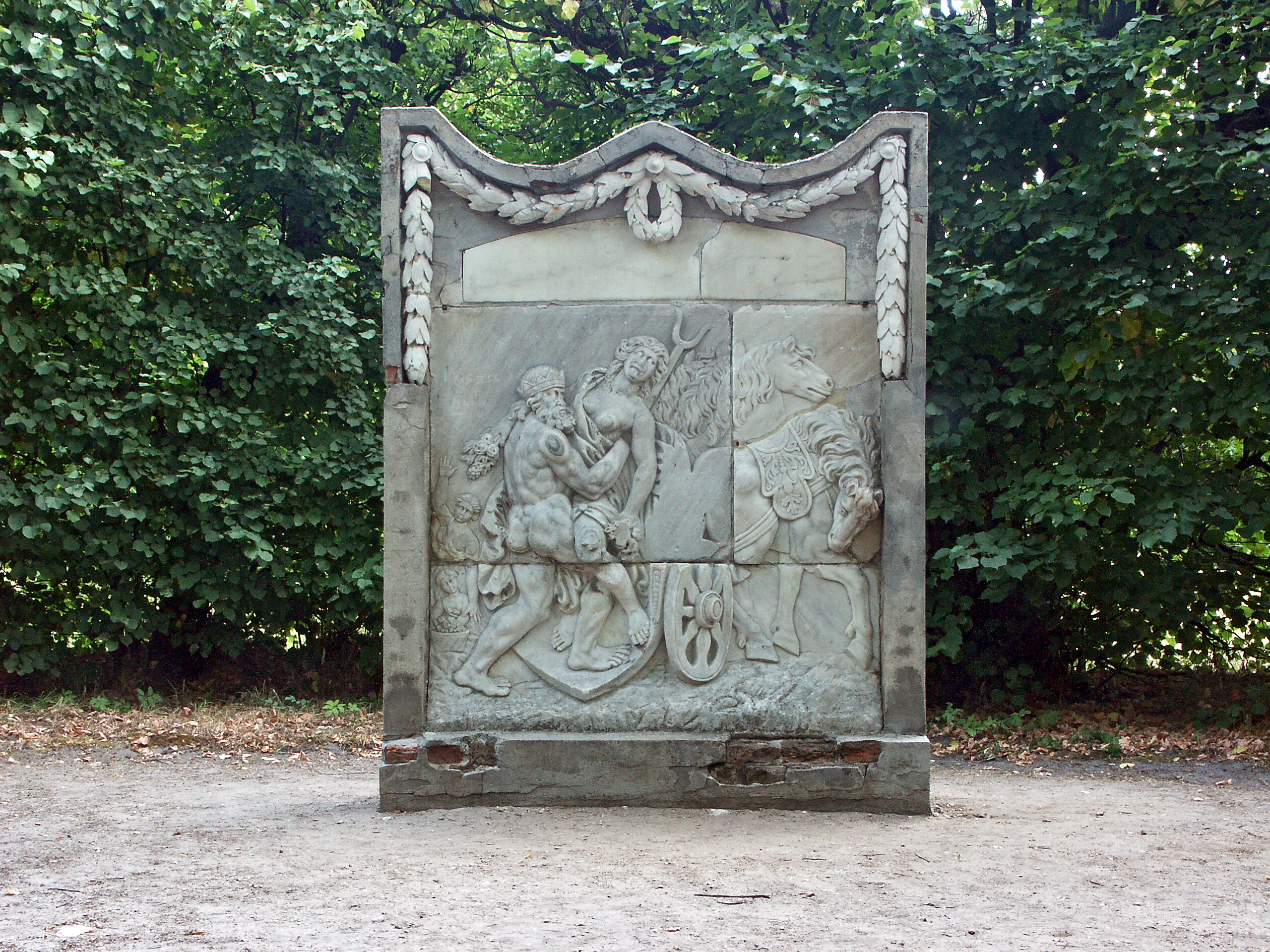
Skulptur im Schlosspark

### Haupttreppenhaus
Das Haupttreppenhaus erhielt seine heutige Gestalt in den sechziger Jahren des 18. Jahrhunderts. Damals wurden die Wände mit blauen holländischen Keramikfliesen verkleidet, die um 1700 in der Manufaktur Harlingen, einer Filiale von Delft, hergestellt worden waren. Porträts der Könige Stanisław August Poniatowski, Johann III. Sobieski und seiner Frau Johanna Kasimira mit ihrem Sohn Jakob.

### Grünes Kabinett
Die jetzige Innenausstattung stammt aus dem Jahre 1784 und wurde von Simon Gottlieb Zug entworfen. Der Raum ist mit englischen Möbeln ausgestattet.

### Woiwodenschlafzimmer
Im Schlafzimmer fällt besonders das Porträt von Aniela Radziwiłł von Élisabeth Vigée-Lebrun ins Auge.

### Gelbes Kabinett
Wie das Grüne Kabinett besitzt das Gelbe Kabinett eine frühklassizistische Ausstattung von Zug aus dem Jahre 1784, außerdem antikisierende Deckengemälde.

### Weißer Saal
Der Weiße Saal war der Ballsaal des Schlosses, der zugleich aber auch als Schlosskapelle benutzt wurde. Der fantasievolle Stuck stammt aus drei Bauperioden: aus dem letzten Viertel des 18. Jahrhunderts (Umbau des Saales durch Zug), aus der Mitte des 19. Jahrhunderts und aus der Umbauphase von 1927. In einer Ecknische steht der Altar von 1784. Das Altargemälde ist von Hans Hoffmann, einem berühmten Nachahmer Dürers.

### Bibliothek
Die Bibliothek war ursprünglich die Gemäldegalerie des Schlosses. Heute stehen hier 13 Mahagonibücherregale aus der Zeit vor 1817 – sicherlich von ortsansässigen Meistern angefertigt. Über dem Kamin ein prachtvolles Porträt Kardinal Michał Stefan Radziejowskis, des Erbauers des Schlosses. Über den Bücherschränken eine Porträtgalerie europäischer Herrscher. Besonders beachtenswert sind die von Vincenzo Coronelli im 17. Jahrhundert geschaffenen venezianischen Globen. Vom Balkon der Bibliothek bietet sich ein schönes Panorama.

### Kleines Esszimmer
Das Kleine Esszimmer erhielt seine Ausstattung im Stil des Neurokoko unter Michał Piotr Radziwiłł Ende des 19. Jahrhunderts.

### Bibliothekskabinett
Im Bibliothekskabinett fallen polnische Möbel aus dem 18. Jahrhundert ins Auge. Der Lüster stammt aus der Sankt Petersburger Glasmanufaktur.

### Roter Salon
Der Rote Salon hat seine Ausstattung im Stil des Rokoko aus den sechziger Jahren des 18. Jahrhunderts bewahrt. Dominanter Akzent ist das Porträt von Gräfin Anna Karolina Orzelska, einer unehelichen Tochter des Königs August II. mit Henriette Renard, das vom preußischen Hofmaler Antoine Pesne geschaffen wurde.

### Schlafzimmer des Fürstenpaares und Boudoir
Das Schlafzimmer wurde 1886 im Stil des Neurokoko ausgestattet. Auch das benachbarte Boudoir erhielt seine Neurokoko-Ausstattung Ende des 19. Jahrhunderts.

### Räume im Erdgeschoss
Im Erdgeschoss fallen zunächst die Abmessungen und das Deckengewölbe der stattliche Diele auf. Der Raum stammt aus der ersten Bauphase des Schlosses. Die Wandvertäfelung aus schwarzer Eiche im Stil der Neurenaissance stammt von 1885, ebenso die Verkleidung des Kamins. In der Diele wird ein berühmter Kopf der Niobe aufbewahrt, der im 1. oder 2. Jahrhundert n. Chr. in Rom als Kopie eines griechischen Vorbilds entstand und vom polnischen Dichter Konstanty Ildefons Gałczyński in einem Gedicht verewigt wurde. Der benachbarte hellenistische Korridor dient ebenfalls als Aufbewahrungsort für antike Skulpturen.

## Schlossgarten
Der barocke Park wurde in der zweiten Hälfte des 18. Jahrhunderts durch Simon Gottlieb Zug im französischen Stil angelegt. An der Südseite des Schlosses befindet sich ein Blumenparterre und ein Buchsbaumlabyrinth. Den Park wird von einer breiten Lindenallee mit Rasenteppich durchzogen, die auf die Mitte des Schlosses zuführt. Die Hauptallee endet mit einem Ha-Ha. Westlich des Schlosses liegt ein Kanal mit winkelförmigem Grundriss. Er verbindet zwei Teiche und trennt den Barockgarten von einem sich anschließenden englischen Landschaftsgarten. Ab 1947 wurde der Schlossgarten durch Gerard Ciołek restauriert.
Zum Gut gehörten auch Wirtschaftsgebäude, von denen sich die Orangerie, der Pferdestall, die Wagenremise und Bedienstetenhäuser erhalten haben. Nördlich des Schlosses steht noch ein Jagdpavillon, in dem heute Gästezimmer untergebracht sind. In den Manufakturgebäuden befinden sich heute die Majolikensammlung von Nieborów und die Verwaltung des Museumsgutes.

## Film
- Diesseits von Eden. Osteuropas Gartenträume im 18. und 19. Jahrhundert – Garten Arkadia und Schloss Niebórow, Polen. Dokumentarfilm, Deutschland, 2015, 52 Min., Buch: Inga Wolfram und Helge Trimpert, Regie: Inga Wolfram, Moderation: Wladimir Kaminer, Produktion: telekult, MDR, arte, Reihe: Diesseits von Eden, Erstsendung: 7. Juni 2015 bei arte